# Infinity Love
Infinity Love (reso graficamente ∞ LOVE) è un brano musicale del rapper italiano Marracash, terza traccia del sesto album in studio Noi, loro, gli altri, pubblicato il 19 novembre 2021 dalla Island Records.

## Descrizione
Il brano è caratterizzato dalla partecipazione vocale di Guè, con il quale Marracash ha collaborato più volte in passato, e da un campionamento di Infinity di Guru Josh.

## Video musicale
Il video è stato reso disponibile il 24 febbraio 2022 attraverso il canale YouTube del rapper. Girato interamente a Milano il video ha come tema principale l'amicizia e ha visto la partecipazione di Shiva, Sfera Ebbasta, Vincenzo da Via Anfossi e i Club Dogo, gruppo di cui faceva parte Guè. L'introduzione, inoltre, presenta una citazione dal brano Int' o rione dei Co'Sang in cui Ntò recita «l'amore è l'unico che odora ancora, e si perde nel rione».

## Successo commerciale
Infinity Love ha debuttato in vetta alla Top Singoli, divenendo la seconda numero uno di Marracash e la quarta di Gué. Ha mantenuto il primo posto per cinque settimane consecutive.

## Classifiche

### Classifiche settimanali
| Classifica (2021) | Posizione massima |
| ----------------- | ----------------- |
| Italia            | 1                 |

### Classifiche di fine anno
| Classifica (2021) | Posizione |
| ----------------- | --------- |
| Italia            | 85        |
| Classifica (2022) | Posizione |
| Italia            | 28        |